# أنترتانمينت (فلم)
أنترتانمينت هو فيلم هندي كوميدي أنتج عام 2014 من تأليف وإخراج الشعبي السيناريو الثنائي ساجد، وفرهاد والتي تنتجها راميش س. توراني تحت تيبس فيلمز. استنادًا إلى قصة أصلية كتبها ك. سوباش، يقوم ببطولته أكشاي كومار وجونيور - الكلب العجيب، جنبًا إلى جنب مع تامانا وميتون شاكرابورتي وجوني ليفر وبراكاش راج وسونو سود. صدر الفيلم في 8 أغسطس 2014.

## القصة
يبدأ الفيلم مع أخيل لوخاندي (أكشاي كومار) الذي يتقاضى أجرًا مقابل القيام بإعلان، حيث يدخل في قتال، لأنه لم يدفع كامل المبلغ الذي وعدوا به. يستمر هذا مع بعض المهام الأخرى، حيث يحصل أخيل باستمرار على أجر منخفض، مما يؤدي إلى شجار، وينهي القتال عندما يتلقى مكالمة هاتفية، ويقول إنه يجب عليه الذهاب إلى مكان ما. ثم يصل إلى جلسة تصوير حيث تقوم بها ساكشي (تامانا) بالتصوير لمسلسلها التلفزيوني. بعد أن خرجت جلسة التصوير الخاصة بها، ذهبوا في نزهة حول الحديقة، ومراقبة الأزواج الآخرين. في نهاية مسيرتهم. ثم يذهب أخيل وساكشي إلى منزل والدها (ميثون تشاكرابورتي)، حيث قال لهما الأب يجب ان يكون أخيل ثرياً حتى يتزوج ساكشي، وبخلاف ذلك لا يمكن ان يتزواجا أبداً.
يذهب أخيل إلى صديقه المهووس بالفيلم، متجر جوجنو (كروشنا ابهيشيك). أخبره أنه ذاهب لزيارة والده في المستشفى لأنه يعاني من ألم في الصدر. ومع ذلك، فإن والده السيد لوخاندي (دارشان جاريوالا)، في الواقع يتصرف ويرقص مع الممرضة، ويقيم فقط في المستشفى لأنه يقدم خدمة مثل فندق 5 نجوم. يصل أخيل في الوقت المناسب لسماع ورؤية هذا، ويذهب ليضرب السيد لوخاندي عندما يكشف أن أخيل تم تبنيه وأن والده الحقيقي لم يكن مستعدًا لطفل، لذا غادرت والدته، لكنها قُتلت في حادث قطار. لحسن الحظ، نجا أخيل، وعندما كان ضباط السكة الحديد يعطون روبية واحدة للعائلات التي يموت أحد أفرادها، تبنى أخيل للمطالبة بالتعويض. يضربه أخيل في نوبة من الغضب. يعود إلى منزله، ويفتح الصندوق الذي لم يكن لديه من قبل، والذي يحتوي على رسائل حب من والده الحقيقي، إلى والدته، ومدلاة بها صور والده ووالدته. يكتشف أن والده هو بنالال الجوهري (داليب تاهيل) وهو ملياردير في بانكوك. بمجرد أن يجد هذا، تظهر على التلفزيون أخبار تفيد بأن بنالال جوهري قد مات و 30 مليار دولار (480.000.000 دولار في عام 2014) ستذهب إلى أي شخص يمكنه إثبات أنهم مرتبطون بـ بنالال جوهري. ثم يلتقي محامي جوهري حبيب الله (جوني ليفر).
بعد وصوله إلى قصر جوهري، منزل والده في بانكوك، اكتشف أخيل أن كلبًا يُدعى «أنترتانمينت» هو مالك ممتلكات جوهري، وهو في الواقع كلب جوهري الأليف. ينقل هذا إلى جونجو، ويحاولون قتل أنترتانمينت، من خلال جعل أخيل مسؤولاً عن أنترتانمينت، لكنه يفشل. ساكشي ووالدها يفاجئان أخيل في القصر، ويكتشفان أن أنترتانمينت هو الوريث، مما جعل الأب يعلن أن ساكشي لن يتزوج أخيل أبدًا. في هذا الوقت، هرب شقيقان، كاران جوهري (براكاش راج) وأرجون جوهري (سونو سود)، أبناء عمومة جوهري الثاني، من السجن. يريد كاران وأرجون قتل أخيل، لأنهما يعتقدان أن الكلب سيموت في غضون عامين على أي حال، وبالتالي بينما يحاول أخيل قتل الترفيه، يفعلون الشيء نفسه مع أخيل بإغراقه تحت بحيرة مثلجة. ضرب كاران وأرجون الأرض في نفس الوقت الذي اصطدم فيه أخيل مما تسبب في سقوطه تقريبًا، لكن أنترتانمينت ينقذ أخيل، ويسقط في البحيرة بدلاً من ذلك. بعد الكثير من الجهود، يفشل أخيل في إنقاذ أنترتانمينت لكنه فجأة يخرج من الماء ويطوران مشاعرهما تجاه بعضهما البعض. يدرك أخيل خطأه ويتعلم أن أنترتانمينت هو كلب طيب القلب فيصبح صديقه ويترك القصر. كاران وأرجون، مستشهدين بصلاتهم القانونية بشكل جيد للغاية، قاموا بشراء العقار بشكل غير لائق من أنترتانمينت.
أخيل يتعلم هذه الأخبار ويعود. يتعهد بأنه سيستعيد الممتلكات لأنترتانمينت. إستراتيجية أخيل هي تقسيم الشقيقين ومعاقبتهما. تمكن من الحصول على وظيفة كخادم في القصر، المملوك الآن من قبل كاران وأرجون. يحاول أخيل تقسيم الشقيقين، أولاً من خلال تقديم ساكشي الذي يغوي الأخوين بشكل منفصل. ومع ذلك، فشل المخطط لأن موسيقى الخلفية توحد الشقيقين. يحاول أخيل مرة أخرى محاولة تقسيم الشقيقين، هذه المرة من خلال تقديم انطباع خاطئ عن شبح أنترتانمينت الكلب. يتشاجر الشقيقان ويتهم كل منهما الآخر بالتنكر بشكل غير قانوني في هيئة أنترتانمينت وخداع الآخر. يقوم أصدقاء أخيل بتسجيل هذه المحادثة في قرص مضغوط بشكل خبيث، ومع ذلك، يتم إسقاط القرص المضغوط عن طريق الخطأ ويدرك كاران وأرجون أن كل هذا تم التخطيط له بواسطة أخيل.
أنترتانمينت يعمل مع القرص المضغوط. يطارد كاران وأرجون وعصابتهما الكلب أخيل وأصدقائه. تمكن أخيل من التغلب عليهم جميعًا. في وقت لاحق، يطلق كاران النار على أخيل، لكن أنترتانمينت يتصوب بالرصاصة بعد ان قام بالقفز أمام أخيل. يغضب أخيل ويضرب كاران.
يتم نقل أنترتانمينت إلى المستشفى ولكن لا يمكن العودة إلى الحياة. قام أخيل، في نوبة غضب، بلكمه لكنه أنقذه في هذه العملية. يأتي كاران وأرجون للاعتذار لأنترتانمينت الذي يغفر لهما. يتزوج والد ساكشي أخيل وساكشي بينما تزوجت إنترتينمنت أيضًا من كلبة في نفس الحفل. ينتهي هذا الفيلم عندما يُظهر أن أخيل جوهري وساكشي جوهري يعيشان حياة مع الترفيه وزوجته (الكلب الأنثوي) مع إنجاب كل منهما للأطفال، وفي النهاية يظهر الرسالة الاجتماعية أحب حيواناتك الأليفة وسوف يستمتعون بك جميعًا. حياتك.

## طاقم الممثلين
- أكشاي كومار مثل أخيل بنالال جوهري الملقب أخيل لوخاندي، أخ غير شقيق لشركة أنترتانمينت، وابن بنالال جوهري البيولوجي وابن السيد لوخاندي المتكيف.
- جونيور - الكلب العجيب بدور الترفيه جوهري.
- تامانا بدور ساكشي أخيل جوهري / سونيا / سافيتري.
- كروشنا ابهيشيك في دور جوجنو.
- جوني ليفر في دور جوني حبيب الله.
- براكاش راج في دور كاران سينغ جوهري؛ ابن عم بانلال.
- سونو سود بدور أرجون سينغ جوهري؛ ابن عم بانلال.
- ميثون تشاكرابورتي في دور والد ساكشي.
- ريتيش ديشموك مثل مضيف تسوق تلفزيون كبسولات جاجتاب (حجاب).[2]
- شرياس تالباد في دور لاعب كريكيت.
- ريمو دي سوزا كمصمم رقص.
- داليب تاهيل مثل بنالال جوهري؛ والد أخيل البيولوجي وأب الترفيه المتكيف.
- فراجيش هيرجي في دور العريس المتمني .
- دارشان جاريوالا في دور السيد لوخاندي؛ والد أخيل بالتبني .
- هيتن تجواني بدور ممثل العرض.[3]
- ساجد فرهاد معلقين .
- كشميرة شاه بدور عروس جوجنو.

## الإنتاج
أثناء العمل على باتا بوستر نيكلا هيرو في يونيو 2013 أكد المنتج راميش توراني أن طاقم الفيلم سيشمل كومار وباتيا وتشاكرابورتي وسود وبراكاش راج وليفر وأبيشيك.
في فبراير 2013، أكد توراني أن الفيلم سيظهر كومار في الدور الرئيسي. تم تأكيد مشاركة بهاتيا في المشروع في الشهر التالي. في أبريل، أكد توراني أن سونو سود وبراكاش راج سيلعبان الخصوم وأن جوني ليفر كان أيضًا جزءًا من المشروع. كان سود قد مثل في وقت سابق إلى جانب كومار في الدراما الكوميدية سينغ هو الملك . كان الفيلم بعنوان أنترتانمينت . في مقابلة، قال ساجد فرهاد إن كومار قد حفزهم لبدء حياتهم المهنية في الإخراج. قالوا إنهم أعدوا السيناريو لمشروعهم الإخراجي منذ فترة طويلة. بدأ إطلاق النار في 3 يونيو 2013 في مومباي حيث تم تصوير طلقة المحورات. كما قام الممثل التلفزيوني هيتن تجواني بمظهر خاص كمقدم تلفزيوني. تم إجراء اختبار في بانكوك لدور الكلب - الترفيه. تم اختيار كلب جولدن ريتريفر اسمه وندر من إجمالي 50 كلبًا للعب الدور. في يونيو 2013، ناقش المنتجون والمخرجون وكومار حول مواقع التصوير. يعبر كومار عن رغبته في تصوير الفيلم في بانكوك، حيث عمل نادلًا وتدرب على فنون الدفاع عن النفس. تضمنت المواقع النهائية بانبرادانا بنغل في أونجكوروك واسيا مول والمدينة القديمة وجامعة بانكوك ومحطة سكة حديد أونجكوروك.
كان من المقرر عرض الفيلم في 28 مارس 2014. في 1 يوليو، بدأ التصوير في بانكوك لمدة ثلاثة أشهر، حيث تم تصوير 80٪ من الفيلم،  تم تصوير 10٪ المتبقية من الفيلم في مومباي بأغنية واحدة في جوا في أواخر عام 2013. انتهى إطلاق العرض في أبريل 2014. تم تصوير عدد قليل من الأغاني ورقم عنصر في مومباي. كان مجلس الرقابة على تصديق الأفلام في الهند قد اعترض على اسم شخصية جوني ليفر في الفيلم عبد الله. استند اعتراض المجلس على حقيقة أن اسم الشخصية مقدس وقد أخطأ العديد من الشخصيات الأخرى في نطقه طوال الفيلم وكان من شأن ذلك أن يضر بالمشاعر الدينية للناس. طلب المجلس من ساجد فرهاد تغيير اسم الشخصية. امتثلوا لتعليمات المجلس وغيروا الاسم إلى حبيب الله. تم إجراء التغييرات قبل أسبوع واحد فقط من إصدار الفيلم. كما اعترض المجلس أيضًا على استخدام كلمة HIV أثناء مزحة في الفيلم، وبالتالي تم كتم صوتها. اعتراض آخر على المجلس كان استخدام رمح ثلاثي الشعب بواسطة شخصية كومار في الفيلم.

## شباك التذاكر
حقق الترفيه نجاحًا تجاريًا، حيث حقق 1.03 مليار روبية هندية (17 مليون دولار أمريكي) في جميع أنحاء العالم في شباك التذاكر.

## روابط خارجية
- مقالات تستعمل روابط فنية بلا صلة مع ويكي بيانات